# Аборти в Литві

Правовий статус абортів у світі:
Легальний
Легальний при зґвалтуванні та за медико-соціальними показниками
Легальний у випадках (або заборонений, окрім випадків) зґвалтування, медико-соціальних протипоказань
Заборонений, окрім випадків зґвалтування та медико-соціальних протипоказань
Заборонений, окрім випадків загрозі життю жінки та при наявності психічних і патологічних протипоказань
Заборонений без виключень
Відмінності за регіонами
Відсутні дані

Аборти в Литві є законними за запитом до 12 тижня вагітності до 22 тижнів за медичними показаннями. Коли Литва була Литовською РСР, аборти регулювалися Урядом СРСР.

## Історія
Починаючи з 21 липня 1940 року Литва була відома як Литовська Радянська Соціалістична Республіка і в ній діяло законодавство про аборти СРСР. 27 червня 1936 року в СРСР заборонили аборти, за винятком небезпеки для життя жінки, або якщо майбутня дитина могла успадкувати важке захворювання від батьків. Згідно з цим законом, аборти мали виконувати в пологових будинках і лікарнях, а лікарі, які нехтували цим приписом, ризикували позбавленням волі на строк від 1 до 2 років.
23 листопада 1955 року уряд СРСР видав указ, який зробив доступними аборти за запитом. Пізніше того ж року строк виконання абортів за запитом обмежили першими 3-ма місяцями вагітності, за винятком загрози для життя жінки під час пологів. Медикам дозволено було робити аборти тільки в лікарнях. Це була платна процедура, за винятком небезпеки для життя жінки. Якщо лікар проводив аборт поза лікарнею, то його могли засудити на 1 рік. Якщо людина, яка здійснювала аборт, не мала медичної освіти, її могли посадити у в'язницю на 2 роки. Якщо вагітна жінка зазнавала серйозних травм або вмирала, строк ув'язнення міг зрости до 8 років.
Уряд СРСР був стурбований кількістю підпільних абортів і намагався зменшити їх застосування. 31 грудня 1987 року Радянський Союз оголосив, що він дозволить багатьом медичним установам проводити аборти до 28 тижня вагітності. 1989 року було 50100 абортів на 55782 народжень. До 2010 року кількість абортів скоротилася до 6989 на 35626 народжень.
Від 1995 до 2000 року сумарний коефіцієнт народжуваності в Литві становив 1,4 дитини/на 1 жінку. Уряд офіційно хоче збільшити цей показник. Хоча, за даними опитування, проведеного серед 1009 осіб, 84 % литовців підтримують аборти, низький коефіцієнт народжуваності та католицької традиції роблять цю процедуру суперечливим політичним питанням, тож відбуваються регулярні спроби обмежити його застосування.
Станом на  2010 рік кількість абортів становила 9,8 на 1000 жінок віком 15-44 років.